# I Cover the Waterfront (chanson)
I Cover the Waterfront est une chanson composée par Johnny Green avec des paroles d'Edward Heyman. Elle est devenue un standard de jazz.
Elle est inspirée par le livre à succès I Cover the Waterfront (1932) de Max Miller. Plusieurs versions ont été enregistrées dès 1933, par Annette Hanshaw, le California Ambassador Hotel Orchestra dirigé par Abe Lyman, Connee Boswell et Louis Armstrong et son orchestre. Les versions de Joe Haymes et d'Eddy Duchin atteignent respectivement les 17e et 3e places des ventes aux États-Unis.
Le livre de Miller a été adapté au cinéma par James Cruze (I Cover the Waterfront, 1933). La chanson étant devenue un succès, les producteurs ont modifié la bande-son du film pour l'inclure.
La chanson est bâtie sur une Forme AABA.

## Versions notables

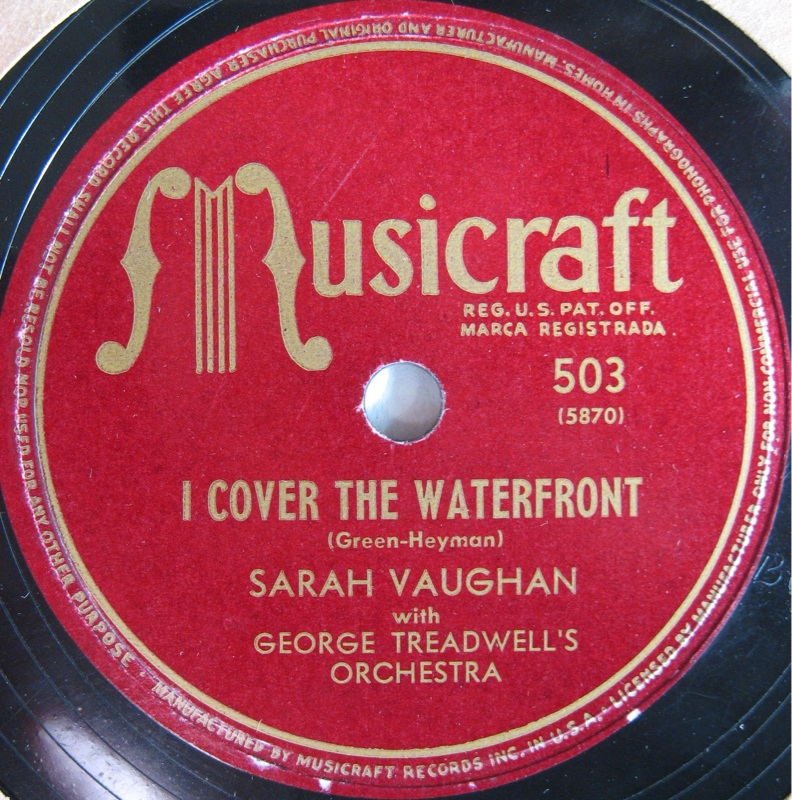
I Cover the Waterfront sur un 78 tours du label Musicraft.

- Billie Holiday a enregistré I Cover the Waterfront plusieurs fois, notamment en 1941.
- Lester Young (The Lester Young Trio, 1945)
- Sarah Vaughan (1946)
- Art Tatum (1949)
- Erroll Garner (1949)
- John Lewis et Sacha Distel (Afternoon In Paris, 1957)
- Frank Sinatra et l'orchestre de Gordon Jenkins (Where Are You?, 1957)
- Bud Powell (Strictly Powell, 1957)
- Paul Gonsalves (Gettin' Together!, 1961)
- John Lee Hooker (On The Waterfront, 1970 ; Mr. Lucky, 1991)
- Joe Pass (Intercontinental, 1970)
- Sonny Stitt (I Cover The Waterfront, 1973)
- Sun Ra (In Some Far Place: Roma '77, 1977[3])
- Wynton Marsalis (Standard Time Vol. 3, The Resolution Of Romance, 1990)
- Annie Lennox (Nostalgia, 2014)
- Brad Mehldau et Chris Thile (Chris Thile & Brad Mehldau (en), 2017)
- Pierre Christophe (At Barloyd's, 2018)